# 富山市立大泉中学校
富山市立大泉中学校（とやましりつ おおいずみちゅうがっこう）は、富山県富山市の中心部に位置する公立中学校。

## 沿革
個別に出典が提示されていない箇所の出典→。
- 1953年（昭和28年）4月1日 - 富山市立南部中学校より分離開校。同年4月6日に第1回入学式、同年6月13日に開校式、校旗樹立式を挙行。当時の住所は富山市大泉字源右衛門割1213番地[2]。
- 1957年（昭和32年）
  - 12月3日 - 体育館竣工[3]。
  - 12月16日 - シャワー室竣工。
- 1964年（昭和39年）10月10日 - オリンピック記念国旗掲揚塔設置。

## 部活動

### 運動部
- ソフトテニス部
- バスケットボール部
- バドミントン部
- バレーボール部
- 卓球部
- 新体操部

### 文化部
- 美術部
- 茶道部
- 吹奏楽部

## 校区
- 富山市立中央小学校の一部
- 富山市立堀川小学校の一部
- 富山市立東部小学校の一部
- 富山市立山室小学校の一部

## 交通アクセス
- 富山地方鉄道不二越線 大泉駅下車